# KingsAge
KingsAge is een gratis browser-gebaseerde Massive Multiplayer Online Game ontwikkeld door Gameforge AG. Het doel is een dorp uitbouwen en zo groter en sterker te worden, net als in Travian, Tribal Wars of Ikariam. Het verschil is dat KingsAge zich afspeelt in de tijd van de middeleeuwen.

## Grondstoffen
In het spel zijn drie verschillende grondstoffen te vinden: steen, hout en erts. Grondstoffen zijn voor elke nederzetting aanwezig en nodig. Met de grondstoffen kan men soldaten (troepen) en gebouwen maken. Elk materiaal wordt door een gebouw gemaakt: voor steen is het: 'Groeve'. Voor hout: 'Zagerij' en voor ijzer is het de Ertsmijn. Een goeie tactiek is dan ook om vanaf het begin deze gebouwen omhoog-levelen. Ze leveren dan per uur meer grondstoffen op.

## De gebouwen
De gebouwen die gebouwd moeten worden zijn ook in de middeleeuwse stijl. Deze kunnen gebouwd worden als daarvoor de benodigde grondstoffen binnen zijn. Dit kan door middel van een groeve, zagerij en ertsmijn maar ook door een markt. Ook zijn er genoeg inwoners nodig in een nederzetting. Deze kan men krijgen door het niveau van de molenaar te verhogen. Alle gebouwen worden gebouwd vanuit het kasteel, dat dan ook midden in de nederzetting staat. De speler heeft dan ook nog de volgende gebouwen: warenhuis, schuilplaats, barakken, stadsmuur, ezelsstal, alchemist, woning, goudsmid en het monument.

## Het spel
In KingsAge heeft men een nederzetting die men kan laten groeien. Zodra men sterk genoeg is kan men aanvallen op andere nederzettingen sturen. Dit kan zo vaak als men wil. Op die manier is het makkelijker om aan grondstoffen te komen. Ook kan de speler een nederzetting overnemen. Hij/zij kan dus door middel van handelen, oorlog voeren, of allianties stichten en plunderen groot worden. maar de speler kan ook geplunderd worden. Zijn nederzetting kan ook overgenomen worden. Als dit gebeurt wanneer hij er maar één heeft, dan moet hij weer helemaal opnieuw starten op een andere plaats.

### Steden
Steden kunnen maximaal 10000 punten hebben.
- Steden met een gele gloed: de gele gloed betekent dat een nederzetting volledig is uitgebouwd, dus 10000 punten.
- Steden met een blauwe gloed: deze gloed is alleen te zien op bepaalde steden van 50 tot 10000 punten.
- Steden met een ring: deze ring geeft de muur rond de stad aan en is te zien vanaf 5000 punten.

De blauwe gloed geeft aan dat de stad bepaalde voordelen heeft. Als de stad met de blauwe gloed de 10000 punten heeft bereikt wordt de blauwe gloed een gele gloed. Het speciaal effect blijft behouden.
De effecten:
- +10% van een van de drie grondstoffen
- +10% eenheden worden sneller gemaakt
- +3% van alle grondstoffen

## Allianties
Een alliantie kan elke speler meteen vanaf het begin starten. Hierbij kan de stichter andere spelers uitnodigen om zich bij de alliantie aan te sluiten. De plaats op de ranglijst van een alliantie wordt bepaald door het aantal punten, maar bij de sterkte van een alliantie komt het vooral aan op de samenwerking, de coördinatie en de communicatie. Deze kwaliteiten zijn essentieel voor een alliantie om het voortbestaan te garanderen. Als een alliantie veel leden heeft, dan voldoet hij meestal aan het criterium van een groot aantal punten, waardoor hij sterk lijkt, maar het maakt de samenwerking, coördinatie en communicatie ook moeilijker. De oprichter van zo'n alliantie kan (moet) een Raad der Ouderen opzetten, die samen met hem/haar de alliantie besturen. Het minimaal aantal leden van de rdo, zoals deze raad meestal wordt genoemd, is twee. Er zit echter geen limiet aan het aantal leden van de raad, evenmin als er een maximum voor het aantal leden van een alliantie is.
Er kunnen een NAP (niet aanval pact) en/of bondgenootschap afgesproken worden tussen allianties onderling om een andere alliantie gezamenlijk te verslaan.